# Altenzaun
Altenzaun ist ein Ortsteil der Gemeinde Hohenberg-Krusemark im Landkreis Stendal, Sachsen-Anhalt.

## Geographie

### Lage
Altenzaun, ein Straßendorf mit Gut und Kirche, liegt am eingedeichten (und hochwassergefährdeten) Westufer der Elbe, etwa 20 km nordöstlich von Stendal in der Altmark. Östlich und nördlich des Dorfes beginnen das Biosphärenreservat Mittelelbe und das EU-Vogelschutzgebiet Elbaue Jerichow.
Nachbarorte von Altenzaun sind Schwarzholz, Tannhäuser und die Wüstung Welborn im Westen, Kirch-Polkritz im Nordwesten und Osterholz im Norden.

### Gemarkung Altenzaun
Die Gemarkung umfasst die Ortsteile und Wohnplätze der ehemaligen Gemeinde Altenzaun.
- Altenzaun
- Osterholz
- Rosenhof
- Käcklitz

Nördlich der Gemarkung beginnt das Feuchtgebiet der Wische. Im Norden der Gemarkung Altenzaun quert die Gierseilfähre Sandau die Elbe beim Stromkilometer 416,2 und stellt die Verbindung zum rechten Elbufer nach Sandau und Havelberg her.
Südlich der Gemarkung liegt der Industrie- und Gewerbepark Altmark Arneburg, entstanden auf dem Gelände des nicht fertiggestellten Kernkraftwerkes Stendal mit einem der modernsten Zellstoffwerke Europas.

## Geschichte

### Mittelalter bis Neuzeit

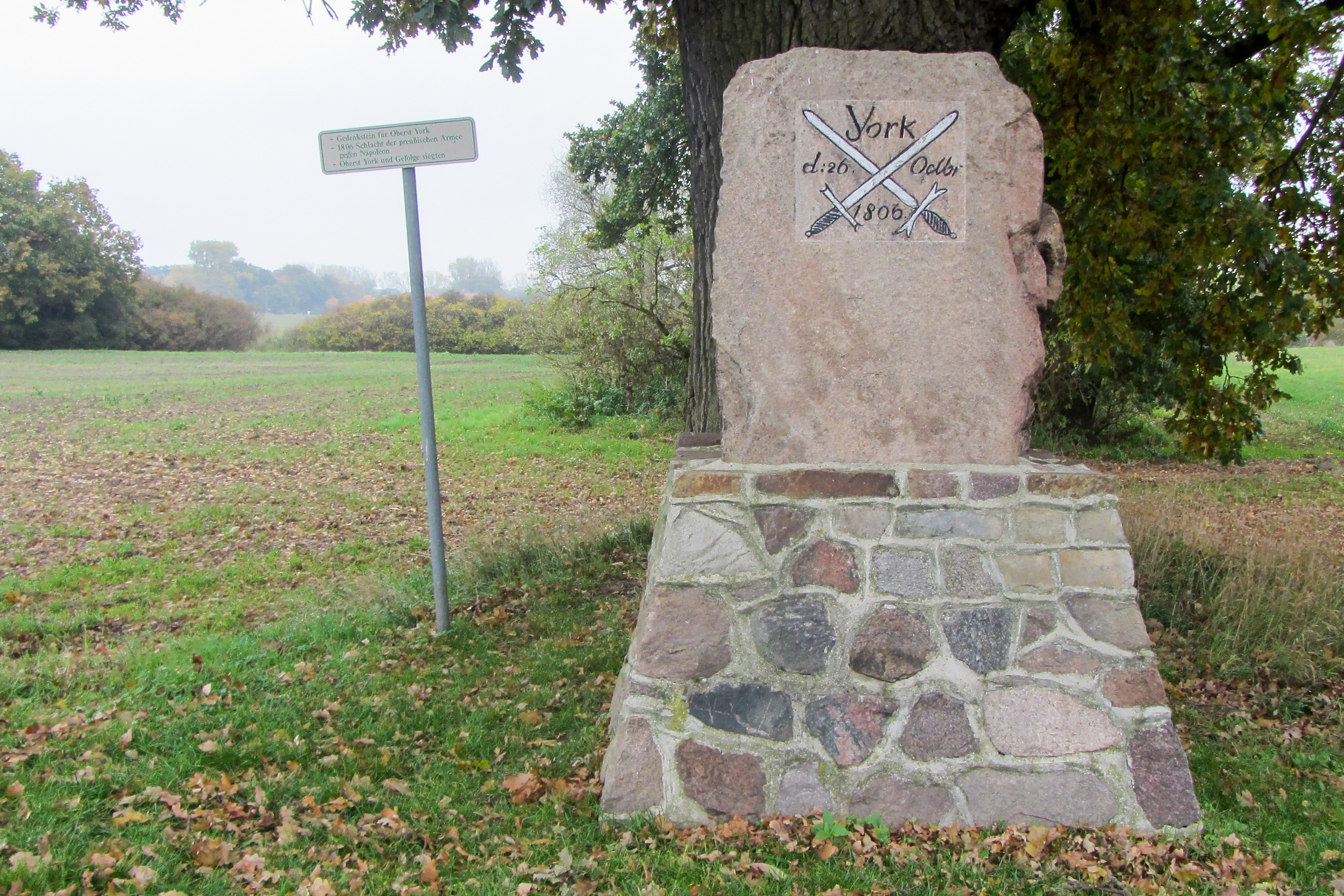
Yorck-Stein nördlich von Altenzaun

Im Jahr 1238 wird Altenzaun als Odentunnen juxta Polkertz erstmals urkundlich erwähnt, als Graf Siegfried von Osterburg Dörfer und Besitz in der Altmark, mit denen er vorher vom St. Ludgerikloster Helmstedt belehnt worden war, dem Abt Gerhard von Werden und Helmstedt überschreibt. Im Jahre 1420 wird die Fähre zu Altenzaun erwähnt, als vff de vere zcu aldentzune. Weitere Namensnennungen sind 1436 olden Thun, 1499 zum Thun, 1687 Altenzaun und 1804 Altenzaun, Dorf mit zwei Gütern mit Der Rüdow, zwei Hirtenhäusern auf der östlichen Elbseite.
Am 26. Oktober 1806 fand hier das Gefecht von Altenzaun zwischen Oberst Yorck von Wartenburg und Truppen Napoleons statt, das Yorck für sich entscheiden konnte. Im Rahmen des Dorffestes wurde 2006 der 200 Jahre zurückliegenden Ereignisse gedacht.

### Herkunft des Ortsnamens
Ernst Haetge deutete den Ortsnamen im Jahre 1938 nach der ältesten Namensform Odentunnen als Burg des Odo und Tun als Zaun.

### Eingemeindungen
Ursprünglich gehörten Dorf und Gut zum Arneburgischen Kreis der Mark Brandenburg in der Altmark. Zwischen 1807 und 1813 lagen beide im Kanton Arneburg auf dem Territorium des napoleonischen Königreichs Westphalen. Nach weiteren Änderungen gehörten Gut und Gemeinde ab 1816 zum Kreis Osterburg, dem späteren Landkreis Osterburg.
Am 30. September 1928 wurde der Gutsbezirk Altenzaun mit der Landgemeinde Altenzaun vereinigt.
Die Gemeinde Altenzaun wurde am 25. Juli 1952 vom Landkreis Osterburg in den Kreis Osterburg umgegliedert. Am 1. Januar 1969 wurden die Gemeinden Osterholz (mit dem Ortsteil Rosenhof) und Dalchau nach Altenzaun eingemeindet. Bereits fünf Jahre später, am 17. April 1974, wurde der Ortsteil Dalchau der Stadt Arneburg zugeordnet. Schon am 17. Oktober 1928 waren der Gutsbezirk Osterholz mit einem Teil des Gutsbezirkes Rosenhof mit seinem Wohnplatz Käcklitz zu einer Landgemeinde Osterholz zusammengelegt worden.
Nach der Auflösung des Landkreises Osterburg kam Altenzaun am 1. Juli 1994 zum Landkreis Stendal.
Am 1. Januar 2009 erfolgte der Zusammenschluss der Gemeinden Altenzaun und Hohenberg-Krusemark den Ortsteilen Hindenburg, Gethlingen, Klein Hindenburg, Klein Ellingen und Groß Ellingen zur neuen Verbandsgemeinde Hohenberg-Krusemark. Die Ortsteile Osterholz und Rosenhof der früheren Gemeinde Altenzaun wurden im Vertrag nicht aufgeführt, jedoch die zugehörigen Flurnummern aus dem Kataster, so dass Osterholz und Rosenhof ebenfalls Ortsteile von Hohenberg-Krusemark wurden. Käcklitz wurde zuletzt 2006 in Verzeichnissen genannt.

### Einwohnerentwicklung

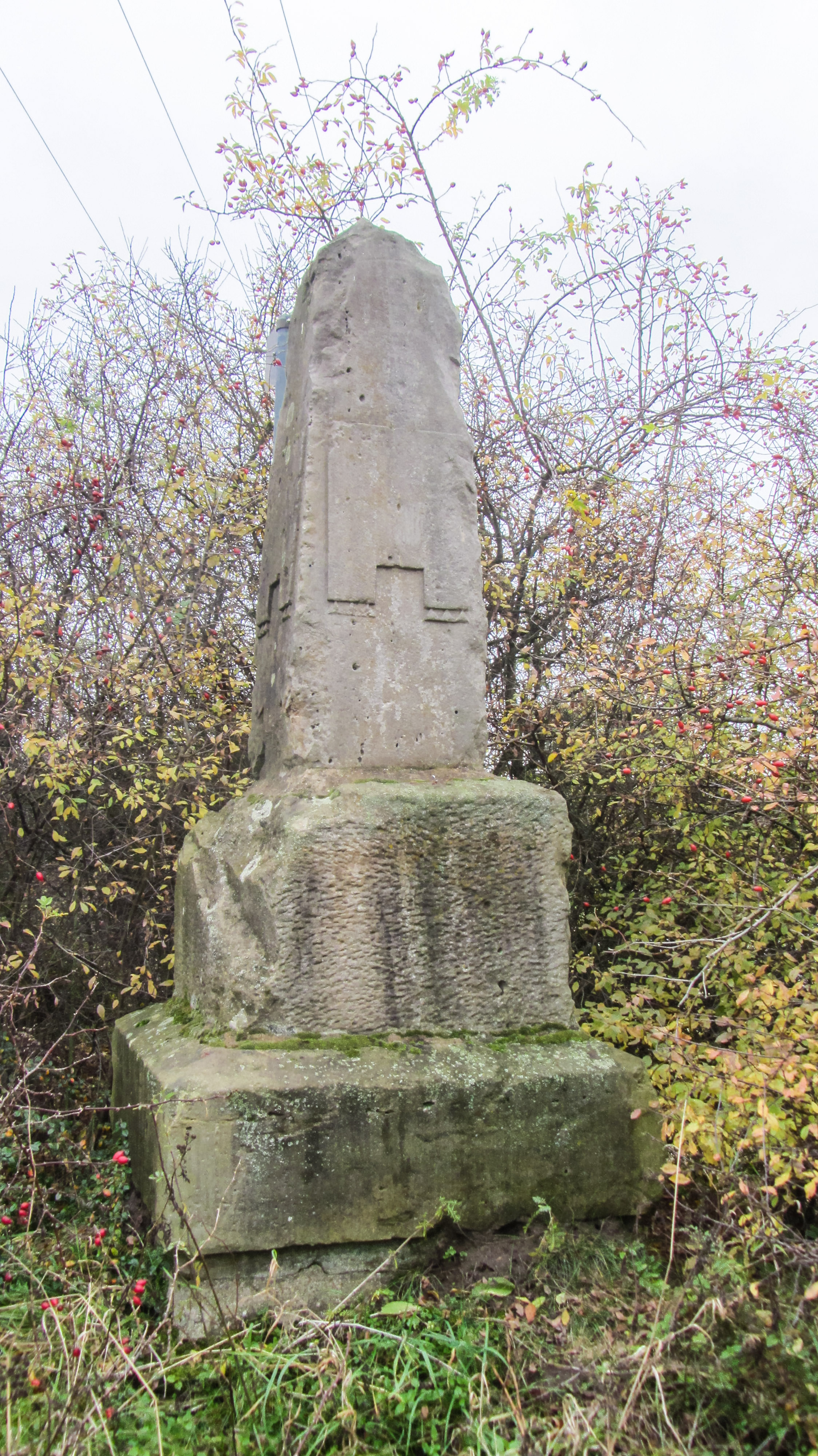
Ganzmeilenstein

#### Dorf/Gemeinde/Ortsteil
| Jahr | Einwohner |
| ---- | --------- |
| 1734 | 101       |
| 1772 | 067       |
| 1790 | 140       |
| 1798 | 145       |
| 1801 | [00]156   |
| 1818 | [00]140   |
| 1840 | [00]199   |
| 1864 | 242       |

| Jahr | Einwohner |
| ---- | --------- |
| 1871 | 205       |
| 1885 | 129       |
| 1895 | 131       |
| 1900 | [00]189   |
| 1905 | 134       |
| 1910 | [00]191   |
| 1925 | 225       |
| 1939 | 189       |

| Jahr | Einwohner |
| ---- | --------- |
| 1946 | 310       |
| 1964 | 610       |
| 1971 | 544       |
| 1981 | 208       |
| 1993 | 160       |
| 2006 | 127       |
| 2014 | [00]066   |
| 2015 | [00]062   |

| Jahr | Einwohner |
| ---- | --------- |
| 2017 | [00]57    |
| 2018 | [00]64    |
| 2020 | [00]62    |
| 2021 | [00]63    |
| 2022 | [0]63     |
| 2023 | [0]64     |

#### Gutsbezirk
| Jahr | Einwohner |
| ---- | --------- |
| 1885 | 62        |
| 1895 | 53        |
| 1905 | 38        |

Quelle, wenn nicht angegeben, bis 2006:

## Religion
Die evangelischen Christen aus Altenzaun sind in die Kirchengemeinde Schwarzholz eingepfarrt. Vorher gehörten sie zur Kirchengemeinde Polkritz in der Pfarrei Polkritz bei Hohenberg. Sie gehören seit dem 1. Januar 2005 mit der Kirchengemeinde Schwarzholz zum Kirchspiel Walsleben und werden seitdem vom Pfarrbereich Königsmark im Kirchenkreis Stendal im Bischofssprengel Magdeburg der Evangelischen Kirche in Mitteldeutschland betreut.

## Politik
Der letzte Bürgermeister der Gemeinde war Heinz Trost, der das Amt ehrenamtlich ausübte.

## Kultur und Sehenswürdigkeiten

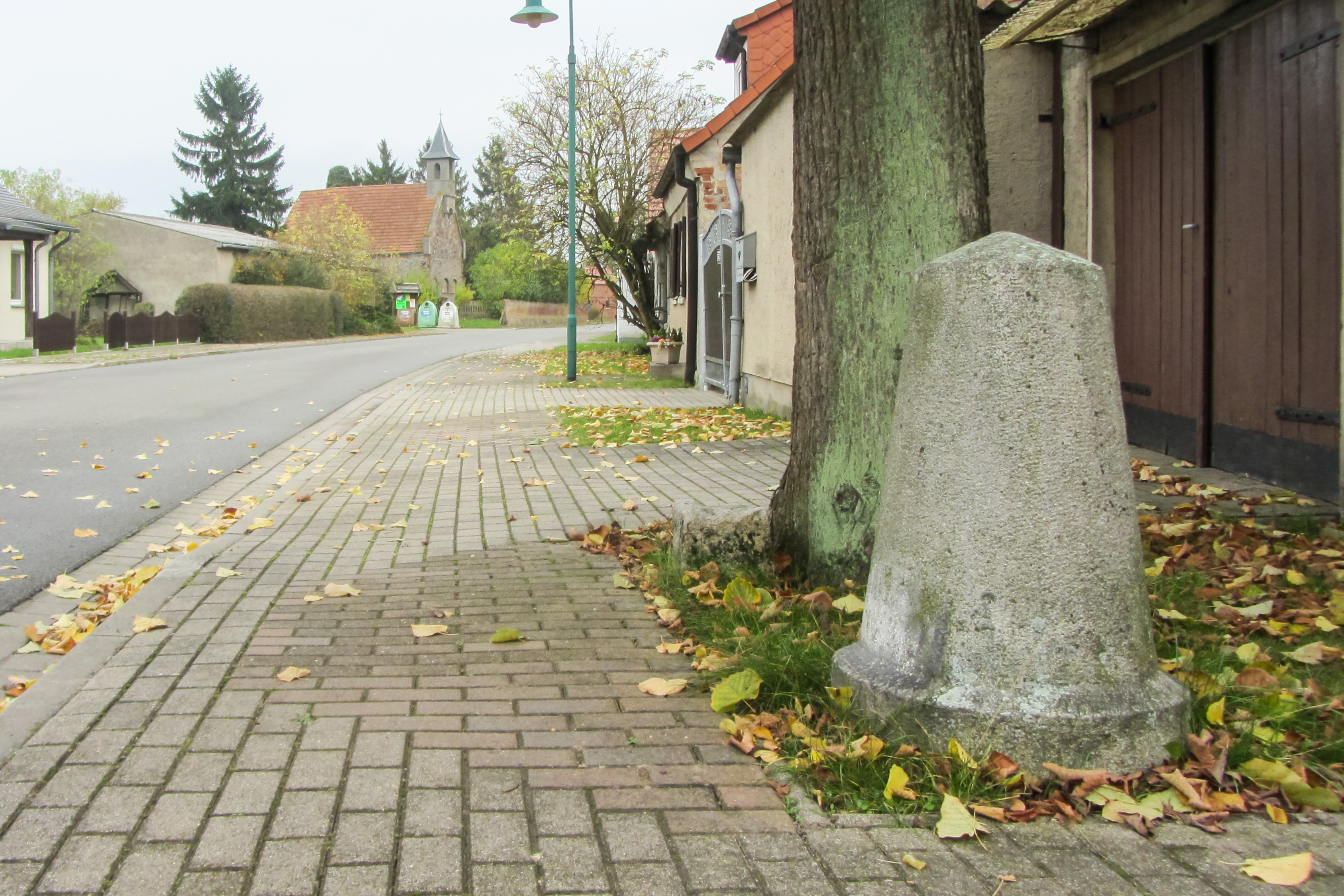
Rundsockelstein

- Die evangelische Dorfkirche Altenzaun ist eine spätromanische Kapelle. Der Findlingsbau ist mit Biberschwänzen gedeckt. Der Glockengiebel wurde am Anfang des 20. Jahrhunderts zu einem Dachreiter mit Zeltdach umgebaut.[23]
- Das Gutshaus und der Gutshof Altenzaun stehen unter Denkmalschutz. Das Gutshaus ist ein um 1890 errichteter villenartiger Neubau in vielgliedrigen historischen Bauformen.[24]
- Yorckstein nahe Osterholz und Spottwegweiser bei Kirch-Polkritz (zum Ortsteil Schwarzholz zählend)
- Kirchenruine Käcklitz
- In Altenzaun gibt es ein Dorfgemeinschaftshaus.[25]
- Der Ganzmeilenstein, ein Viertelmeilenstein und ein Rundsockelstein in Altenzaun lagen an der Poststraße von Lenzen über Havelberg nach Tangermünde und Magdeburg.
- Im Dorf gibt es einen Ortsfriedhof.[12]

## Wirtschaft und Infrastruktur

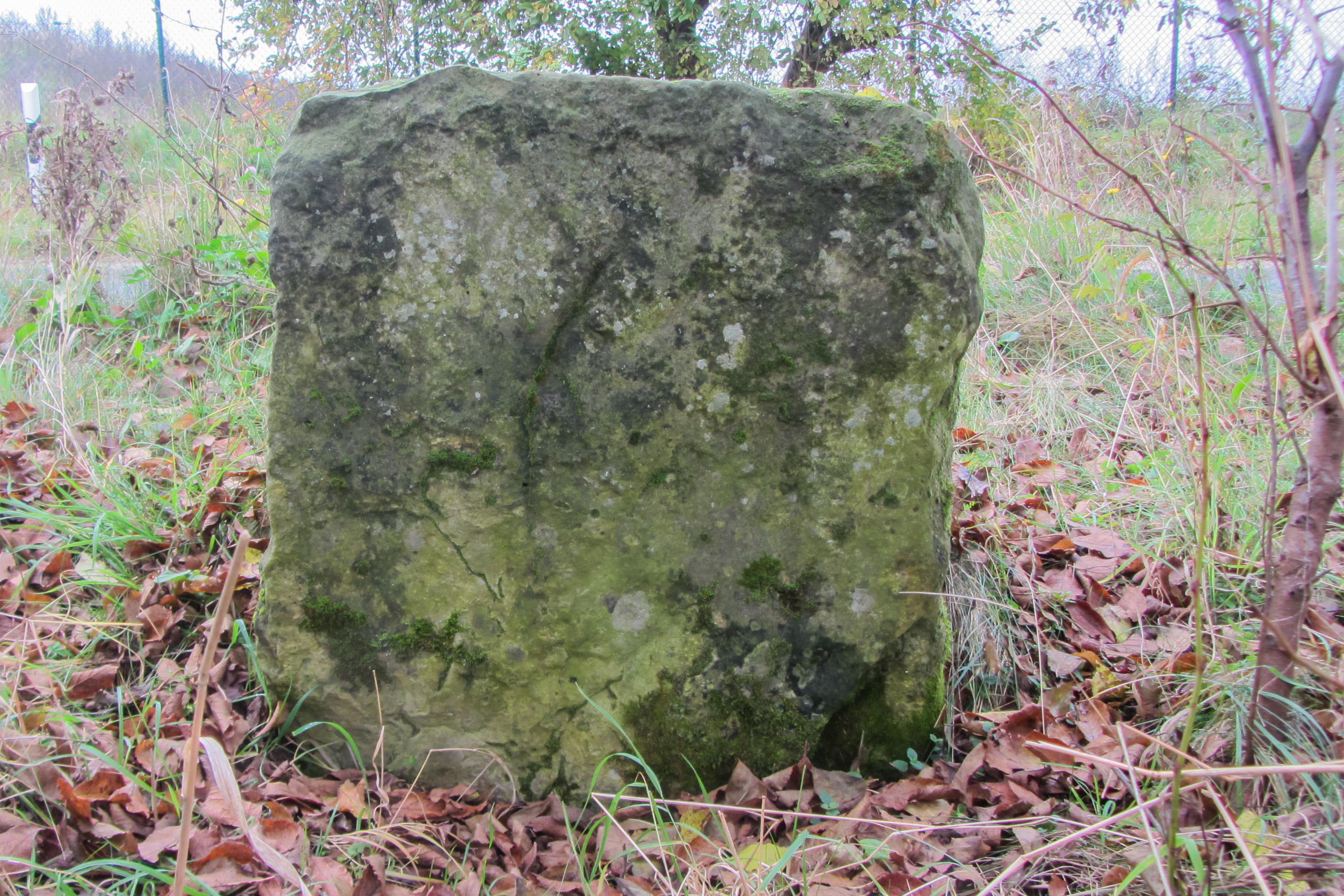
Viertelmeilenstein

- Wichtigster Arbeitgeber der Region ist das Zellstoffwerk südlich von Altenzaun.
- Im Ort steht eine Biogasanlage.[25]

### Verkehrsanbindung
Altenzaun ist über Landstraßen mit den umliegenden Städten Osterburg (Altmark) und Arneburg sowie über eine direkte Straße in die Kreisstadt Stendal verbunden (sie wurde seinerzeit als Zubringer für das sich im Bau befindende Kernkraftwerk errichtet). Die zur Straße parallel verlaufende Bahnstrecke Borstel–Niedergörne befördert ausschließlich Güter, der nächste Bahnhof befindet sich im 15 Kilometer entfernten Goldbeck an der Strecke Magdeburg–Wittenberge.

## Sage – Das Verlorene Wasser bei Altenzaun
Mehrere Autoren berichten über ein verlorenes Wasser an einem Fußsteig im Tannenwald zwischen Altenzaun und Schwarzholz, das an der Stelle früher Dorf Polkritz hieß. Ein Graben an der Grenze zwischen den beiden Orten mündet in einen Grund, eine große kesselartige Vertiefung mit zehn Meter Durchmesser. Auch wenn der Graben gefüllt ist, versickert das Wasser an der Stelle und tritt später am sogenannten Geestgraben, auch Hufergraben genannt, dem heutigen Seegraben Iden, wieder zu Tage. Im Grund soll ein goldenes Schlösschen gestanden haben, welches eines Tages samt seiner Bewohnerin, einer schönen Prinzessin, versank. Alljährlich zur Sonnenwendnacht zur Mitternachtsstunde steigt das goldene Schlösschen aus der Tiefe empor, der Söller schaut oben heraus und darauf lehnt die Prinzessin. Sie kann nur durch einen Wanderer erlöst werden, der sie nach oben zieht.